# 鄧婉媚
鄧婉媚 （英語：Joani Tang，1966年—2016年3月20日），是香港著名電視節目監製，1988年畢業於香港大學後加入無綫電視，1990年代初轉投亞洲電視，2005年重返無綫電視擔任資訊文教科製作主任，2006年擔任《向世界出發》監製，2009年擔任《活着》監製。2010年4月被無綫電視解僱。2011年重投亞洲電視擔任助理副總裁（綜藝及資訊），2012年轉投王維基旗下的香港媒體製作。

## 生平
鄧婉媚是元朗的新界原居民人，屬錦田鄧氏，在圍村長大，家中六兄弟姊妹中排行第四，她畢業於天主教崇德英文書院，在香港中學會考中考獲三優四良和在香港高級程度會考中考獲一優兩良成績。及後在1988年畢業於香港大學英文系後任職公關數個月，再轉職一間廣告公司。後來獲同事推薦尋找與傳媒製作相關的工種，適逢無綫電視招聘見習編劇，她便前往應徵。由於認為當編劇很辛苦，所以她在完成為期3個月的訓練後決定向綜藝製作方向發展。入職電視台初期的月薪只有4500元，主要製作綜藝節目，參與第一個有份製作的大型節目——1989年香港小姐競選，同期負責《勁歌金曲》項目。
1990年她轉職亞洲電視，擔任編審。兩年後辭職，赴英國萊斯特大學攻讀大眾傳播碩士，1993年畢業後受其師傅余詠珊邀請返回亞視，升職監製，製作《今日睇真D》、《尋找他鄉的故事》。2000年科網股熱，她到東方魅力製作紀錄片，被國家地理頻道看中，她的紀錄片《Kung Fu Dragons of Wudang》更獲得紐約電視節最佳紀錄片銅獎。2005年，TVB高層何麗全邀請她返回無綫，製作了《向世界出發》、《活著》等節目。2010年4月，她被無綫解僱，2011年再次重返亞視擔任助理副總裁。
鄧婉媚所製作的紀錄片，除具國際視野之外，亦屢獲殊榮。鄧婉媚分別於2003年及2005年被 「國家地理頻道」（National Geographic Channels ）委任為香港地區的製作人，並為該頻道製作紀錄片 “Kung Fu Dragons of Wudang”及 “Kung Fu Killers”，並於全球播放而，“Kung Fu Dragons of Wudang” 更榮獲2004年「紐約電視節」（New York Festivals）最佳紀錄片銅獎殊榮。
除「國家地理頻道」之外，鄧婉媚亦與知名紀錄片頻道「探索頻道」（Discovery Channels）合作無間。2002年，鄧婉媚獲Discovery委任為「中國新銳導演計劃」（First-time Filmmakers）的製作人，並負責代表Discovery 於中國及香港地區揀選六名新晉導演，並製作六個以中國民生風貌為題材的半小時紀錄片系列，其中三部紀錄片於2003年「亞洲電視節」（Asia TV Awards）中分別榮獲「最佳紀錄片」金、銀、銅獎殊榮。
而從1999年至2005年期間，鄧婉媚製作多部國際級紀錄片，其中包括 “Chinese Foot-binding: The Vanishing Lotus”、“Chinese Toy Stories”、“Myths & Logic of Shaolin Kungfu”、“The Secrets of Chinese Beauty”、“Eating the Uneatable”、“A Peking Duck’s Tale”、“In Love with China” 等，全部均於「國家地理頻道」及「探索頻道」作全球性播放，將中國文化帶到全世界，大獲好評。  

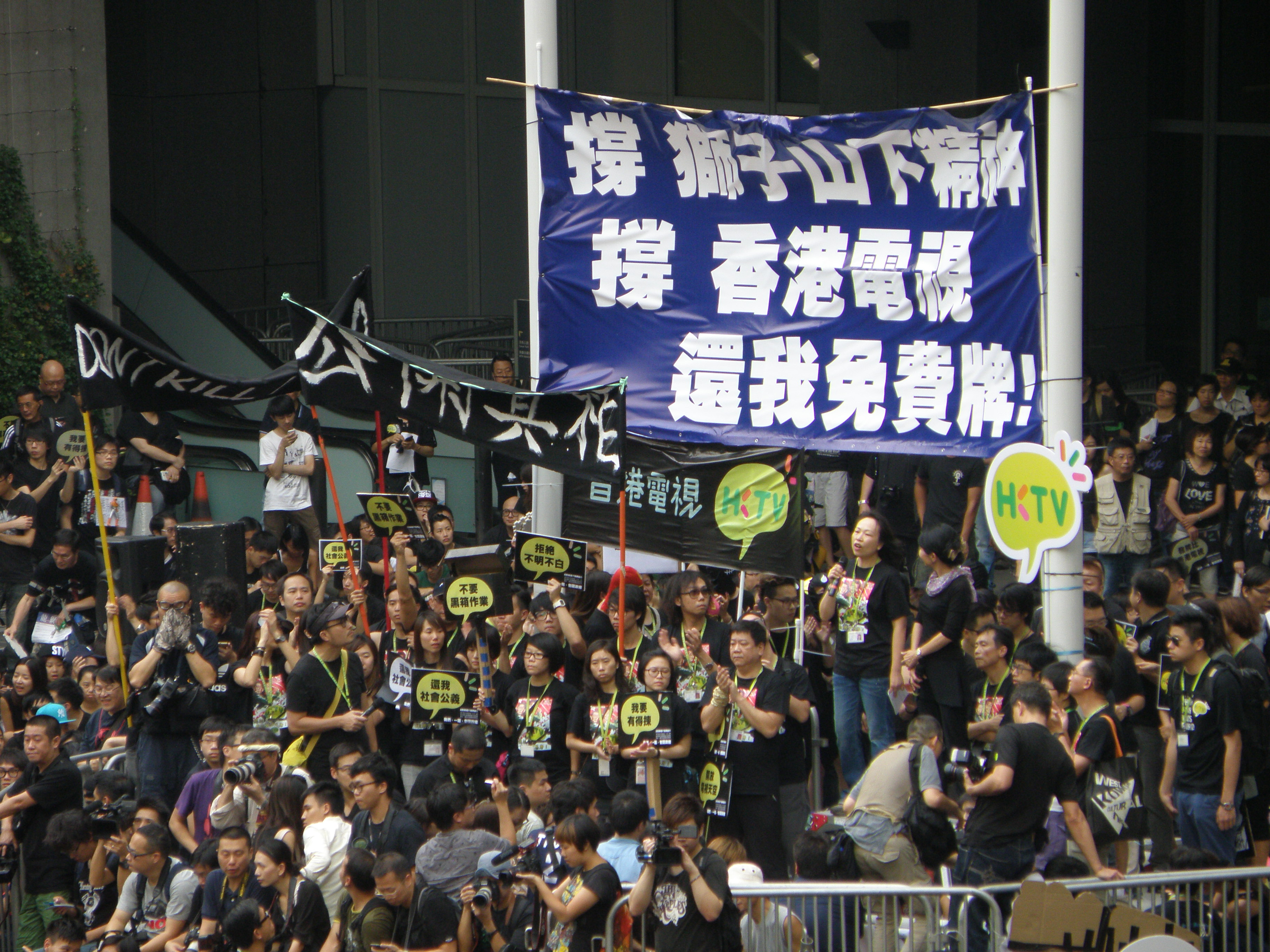
鄧婉媚參與香港免費電視牌照爭議遊行

2005年8月至2010年4月，鄧婉媚重返香港無綫電視，任職資訊文教科製作主任，期間製作創新紀錄片系列《向世界出發》（第一輯），除獲高收視外，在香港及海外均獲高度評價。第一輯《向世界出發》囊括多個獎項，首先是TVB頒發的「最具創意節目」及「最具欣賞價值大獎」，接著是榮獲香港電台「2006電視節目欣賞指數調查」的“最佳電視節目”第一名及「評審團大獎」，在2006年「紐約電視節」（New York Festivals）中亦榮獲優異獎。其後製作的《向世界出發》（第二輯）及（第三輯）均再創高收視，並再度榮獲香港電台「電視節目欣賞指數調查」的「最佳電視節目」第一名。而於2009年11月推出的大型紀錄片「活著」，更是香港首次派攝製隊遠赴非洲，探索人類的起源。2010年，鄧婉媚為香港電台及「國家地理頻道」製作紀錄片《燒味功夫》。請來曾志偉擔任主持，走進地道的燒味工場，掲示「港式燒味」美味背後的秘密與故事。
2012年轉投王維基旗下的香港媒體製作，並於4月16日履新。製作了紀錄片《飄》，過程當中更到法國禪修營、阿富汗軍營等以往未有香港電視臺到的地方。
2016年3月20日，香港電視網絡證實了鄧婉媚因癌症離世的消息。
2016年4月1日，其好友演員艾威在專欄中懷念她︰「她有理想，她有夢想。沒有理想，絕不能製作出理想節目，她的夢想，亦間接達成許多人的夢想，曾加入HKTV的伙伴，都曾加入一場戰役，她的離去，不禁令小弟想到古文中一句：出師未捷身先死。（註︰語出杜甫《蜀相》）」

## 監製節目

### 亞洲電視
- 《尋找他鄉的故事》（1998-2004）
- 《星光伴我行》（2000-2001）
- 《關注日本大地震》（2011）
- 《香港有飯開》（2011）[9]
- 《亞洲先生競選決賽》（2011）

### 無綫電視
- 《向世界出發》（2006）
- 《謎》（2007）
- 《再說長江》（2008）
- 《復興之路》（2008）
- 《活着》（2009）
- 《絕世好麵》（2010）
- 《敦煌》（2010）

### 香港電視網絡
- 挑戰（2014-2015）
- 飄（2015）

### 香港電台
- 《香港看世界——燒味功夫》（2010）：與國家地理頻道合作。

## 國家地理頻道
- 《Kung Fu Dragons of Wudang》
- 《Kung Fu Killers》
- 《Myths & Logic of Shaolin Kungfu》

## 探索頻道
- 《Chinese Foot-binding: The Vanishing Lotus》
- 《Chinese Toy Stories》
- 《Eating the Uneatable》
- 《A Peking Duck’s Tale》